# Alberto Mario Cirese
Alberto Mario Cirese(né le 19 juin 1921 à Avezzano et mort le 1er septembre 2011 à Rome) est un anthropologue italien.

## Quelques publications
- Saggi sulla cultura meridionale I. Gli studi di tradizioni popolari nel Molise. Profilo storico e saggio di bibliografia, 1955
- Volume secondo dei canti popolari del Molise, 1957
- La poesia popolare, 1958
- Poesia sarda e poesia popolare nella storia degli studi, 1961
- Cultura egemonica e culture subalterne. Rassegna degli studi sul mondo popolare tradizionale, 1973 (2e éd. augm.)
- Tradizioni orali non cantate (en collaboration avec L. Serafini et A. Milillo, 1975
- Intellettuali, folklore, istinto di classe. Note su Verga, Deledda, Scotellaro, Gramsci, 1976
- Oggetti, segni, musei. Sulle tradizioni contadine, 1977
- Intellettuali e mondo popolare nel Molise, 1983
- Segnicità fabrilità procreazione. Appunti etnoantropologici, 1984
- Ragioni metriche. Versificazioni e tradizioni orali, 1988
- La Lapa. Argomenti di storia e letteratura popolare (1953-1955), 1991
- Dislivelli di cultura e altri discorsi inattuali, 1997
- Il dire e il fare nelle opere dell'uomo, 1998
- Tra cosmo e campanile. Ragioni etiche e identità locali, 2003
- All'isola dei Sardi. Per un anniversario 1956-2006, 2006
- Beni volatili, stili, musei, 2007